# سروزیر
سروزیر (انگلیسی: Chief minister) رئیس حکومت انتخابی یک قلمروی مستقل در چارچوب یک کشور است. مثلاً فرماندار ایالات فدرال در نپال; ایالت‌های هند; قلمروهای استرالیا; استان‌های سری‌لانکا یا پاکستان; مناطق خودمختار فیلیپین;یا یکی از سرزمین‌های فرادریایی بریتانیا که خودگردانی گرفته‌اند.
این عنوان در وابسته‌های تاج جزیره من (از ۱۹۸۶), در گرنزی (از ۲۰۰۴), و در جرزی (از۲۰۰۵) استفاده می‌شود.